# Brian Phillips
Pour les articles homonymes, voir Phillips.
Brian Phillips, né le 30 juin 1939 dans la région de Swansea, est un joueur de squash représentant le pays de Galles. Il est finaliste du British Open en 1949, le championnat du monde officieux.

## Biographie
Il est champion du monde des plus de 70 ans en 2010.
Il est toujours actif à 77 ans, remportant le titre national gallois dans sa catégorie d'âge.

## Palmarès

### Finales
- British Open : 1949